# Вільям Чемберс Морроу
Вільям Чемберс Морроу (англ. William Chambers Morrow; 7 липня 1854 — 3 квітня 1923) — американський письменник, відомий в основному своїми оповіданнями жахів і саспенсу. Найбільш відомий своєю антологією оповідань «Його нескорений ворог» (англ. His Unconquerable Enemy) 1889-го року про непримиренну помсту слуги, якому за наказом жорстокого раджі ампутували кінцівки.

## Біографія
Морроу народився в місті Сельма, штат Алабама, 7 липня 1854 року. Його батько був баптистським священиком і власником ферми та готелю в Мобілі. У результаті Громадянської війни в Америці родина Морроу втратила своїх рабів, і до 1876 року готелем керував молодий Морроу, який у п'ятнадцять років закінчив Говардський коледж (нині Семфордський університет) у Бірмінгемі.
У 1879 році Вільям Морроу переїхав на захід до Каліфорнії та почав продавати оповідання в газету «Арґонавт», де Амброз Бірс якраз завершував дворічний період роботи. Бірс був ентузіастом оповідань Морроу (в одній зі своїх сатиристичних розповідей нервозний читач заявляє: «У мене в кишені один з творів Вілла Морроу, але я не наважуюся йти туди, де достатньо світла, щоб її прочитати»). Також Амброуз Бірс у 1887 році, ймовірно, рекомендував Вільяму Рендолфу Герсту звернутися до Морроу за матеріалами для газети «Сан-Франциско Екзаменер». У цій газеті було опубліковано кілька найвідоміших розповідей Морроу.
Одружився з Лідією Е. Гоутон у 1881 році. У них була одна дитина, яка або народилася мертвою, або померла в дитинстві.
Його перший роман «Криваві гроші» (англ. Blood-Money) 1882-го року про Мюссель-Слауську трагедію звинувачував каліфорнійські залізничні компанії, які витісняли поселенців з їхніх земель. Це не привернуло особливої уваги, і фактично Морроу приблизно через дев'ять років обійняв посаду у відділі зв'язків з громадськістю Південно-Тихоокеанської залізниці. Детективний роман із елементами трилеру «Дивне зізнання» (англ. Strange Confession) був серіалізований у журналі «Каліфорніан» у 1880—1881 роках, але так і не був опублікований окремою книгою. Його оповідання були зібрані у збірці «Мавпа, ідіот та інші люди» (англ. The Ape, the Idiot and Other People) 1897 року, але після цього він опублікував мало оповідань. Зараз книга є дуже затребуваним колекційним предметом.

У 1899 році Морроу заснував школу для письменників, а в 1901 році він написав памфлет «Мистецтво писати для публікації». Бірс у своєму коментарі зазначив, що:
шкода, що Морроу вчить інших писати погано замість того, щоб самому писати добре. Але, гадаю, я не маю жодних претензій до нього, бо ті, що є, стосуються до банальної публіки, а не до самого Морроу. Він би, безсумнівно, писав книги, якби міг собі це дозволити, як і я.
Морроу опублікував два романтичних пригодницьких романи: «„Чоловік“; Його знак» (англ. A Man; His Mark) у 1900 рокці та «Лентала південних морів» (англ. Lentala of the South Seas) у 1908, явно публіцистичний твір під назвою «Сьогоднішній богемний Париж» (англ. Bohemian Paris of Today), написаний за нотатками Едуарда Кукуеля та коротку подорожню брошуру «Дороги навколо Пасо-Роблес» (англ. Roads Around Paso Robles, 1904).
Він помер в місті Охай, штат Каліфорнія, 3 квітня 1923 року.
Критичний есей про роботу Морроу можна знайти в книзі Сунанда Трямбака Джоші «Еволюція химерного оповідання» (2004), з якої взято наведену вище інформацію.

## Стиль

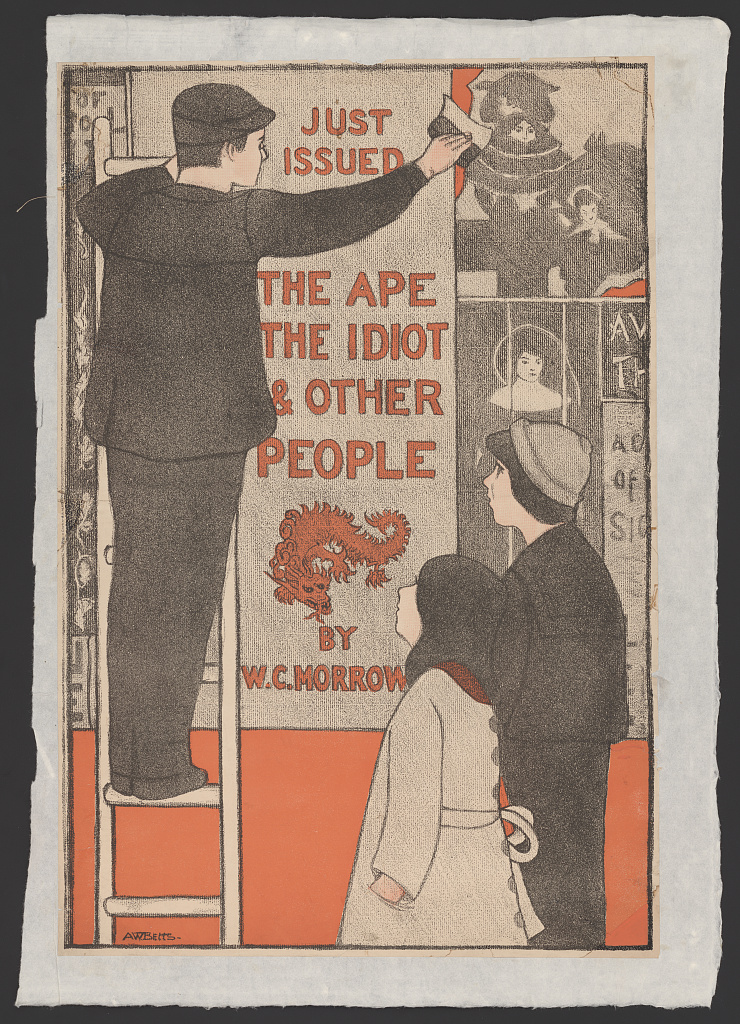
Кольоровий літограф створений Морроу для свого твору «Мавпа, ідіот та інші люди»

Творчість Вільяма Чемберса Морроу займає місце посередині між творчістю таких відомих авторів як Едагр Аллан По та Говард Філіпс Лавкрафт в історії розвитку жанру жахів та готичної літератури.
Творчість Морроу фокусується на психологічному аспекті жахів, феноменів та станів, що виникають у момент глибокої нервової напруги. Девіантна поведінка одна з центральних проблем в оповіданнях Вільяма Чемберса Морроу.
Поведінка героїв його творів має свою власну логіку, відмінну від «нормальної». Питання «норми» та «межі» у людській поведінці подається автором, як рубіжне та надважливе, а самі твори Морроу часто називав «психологічними етюдами».

### Збірки оповідань
- Мавпа, ідіот та інші люди (1897)
- Творець чудовиськ та інші історії (вид. С. Т. Джоші та Стефан Дзем'янович) (2000)

### Романи
- Дивна сповідь (1880–81; газетний цикл)
- Криваві гроші (1882)
- Чоловік; Його знак: Роман (1900)
- Лентала південних морів (1908)